# The Best of Cappella
The Best of Cappella är ett musikalbum av Cappella, släppt av Axis Records 1994.
1. Bauhaus (also known as "Push The Beat") (7:37)
2. Heylom Halib* (6:33)
3. House Energy Revenge (5:38)
4. Get Out Of My Case (6:32)
5. Be Master In One's Own House  (5:48)
6. Cappella MegaMix vol. 1  (5:54) (Get Out Of My Case/Be Master In One's Own House/House Energy Revenge)
7. Everybody (5:48)
8. Take Me Away (6:19)
9. U Got 2 Know (5:20)
10. U Got 2 Let The Music (5:36)
11. Move On Baby (5:30)
12. U & Me (3:17)
13. Move It Up (5:30)
14. Cappella Megamix Vol II (5:48) (Move On Baby/U Got 2 Know/U Got 2 Let The Music)